# Luis Enrique Marián
Luis Enrique Marián Díez (Madrid, España, 19 de diciembre de 1959) es un exfutbolista español que se desempeñaba como centrocampista.

## Clubes
| Club                    | País   | Año       |
| ----------------------- | ------ | --------- |
| Rayo Vallecano          | España | 1977-1981 |
| Club Atlético de Madrid | España | 1981-1984 |
| R. C. Celta de Vigo     | España | 1984-1987 |